# Unanimik de Toul
Unanimik († 813 (?)), Wannich, Vannic ou Warnicus, est le vingt-sixième évêque de Toul. 

## Biographie
Successeur de Bornon vers 794, Charlemagne le fit sacrer à Trêves et lui donna l'abbaye de la Crête[pas clair]. Par la suite, quelques seigneurs de sa cour s'étant emparés de vive force des terres de Void et de Vicherey qui dépendaient du domaine de l'évêché de Toul, l'Empereur enjoignit à ces seigneurs de restituer sur le champ à Unanimik les biens usurpés et qu'il donna même à ce dernier un diplôme par lequel il voulait et entendait que son Église en eût la possession depuis le ciel jusqu'à l'abîme. Une injonction aussi formelle ne produisit cependant qu'un demi résultat : les comtes usurpateurs rendirent la terre de Vicherey mais ils conservèrent celle de Void. Unanimik en porta de nouveau ses plaintes à Charlemagne qui, en 805, bannit du royaume ces détenteurs du bien d'autrui, rendit à l'évêque le château de Void avec ses dépendances et le gratifia en outre de quatre bans dans le Saintois.
Son successeur a été l'évêque Frothaire.